# Magnence
Magnence (Flavius Magnentius) (303-353) est un usurpateur romain du titre impérial du 18 janvier 350 au 11 août 353.

## Biographie
Magnence est né à Samarobriva (Amiens), de parents barbares, des Lètes selon les historiens antiques Aurelius Victor et Zosime, ce que l'historien allemand Wilhelm Enßlin (de) interprète comme d'origine germanique, tandis que Joseph Bidez le considère comme fils d'un père venu de Bretagne et d'une mère franque, peut-être une captive déportée à Amiens. On lui connait un frère, Magnus Decentius. Magnence prend du service chez les Romains, devenant capitaine des gardes de l'empereur Constant Ier.

### Empereur
Il se fait proclamer empereur à Augustodunum en janvier 350, et bat Constant, qui est obligé de fuir vers l'Hispanie. Ce dernier périt dans sa fuite cette même année, rattrapé à Castrum Helenae par les soldats que Magnence a lancé à ses trousses. Profitant de la mort de Constant Ier, un de ses cousins, Népotien, survivant du massacre familial de 337, s'empare lui aussi de la pourpre, vers le mois de juin, en Italie. Il défait le préfet du prétoire de Magnence, Anicetus, mais se voit à son tour vaincu par Marcellinus, et il meurt sous les murs de Rome. L'Italie se rallie à Magnence, qui propose alors à Constance II de le reconnaître empereur d'Occident.
Pendant son règne, Magnence (païen convaincu selon Zosime et Philostorge) restaure les temples et fait célébrer en grande pompe des sacrifices nocturnes (que Constant avait prohibés en 341). Pragmatique, il ne persécute cependant pas les chrétiens.
À Rome, il favorise nettement les tenants de la religion de la Rome antique en ne nommant que des païens aux postes haut placés (préfecture urbaine, annone, etc.). Les sacrifices en l'honneur de Cybèle réapparaissent dès 350 sur la colline du Vatican, où l'on a retrouvé la dédicace d'un prêtre païen remerciant Magnence d'avoir mis fin à la « longue nuit » chrétienne qui s'était, selon lui, abattue sur Rome[réf. nécessaire].

### Émissions de monnaie

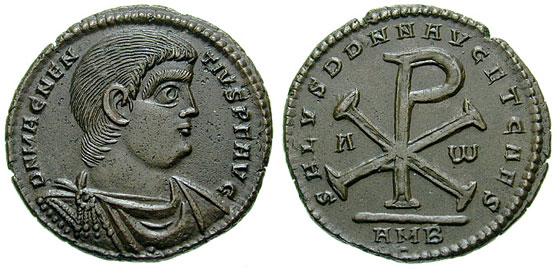
Monnaie en bronze. Effigie : portrait de Magnence avec l'expression D N MAGNEN-TIVS P F AVG (« Dominus Noster Magnentius Pius Felix Augustus » : notre seigneur Magnence pieux heureux auguste). Revers : chrisme avec l'« alpha et oméga », et l'inscription SALVS DD NN AVG ET CAE (« Salus Dominorum Nostrorum Augusti et Cæsari » : la Santé de nos nobles augustes et césars).

Constance II marche rapidement contre lui et le bat à Mursa sur la Drave en Illyrie, le contraignant à se replier en Gaule. Ses dernières émissions de monnaie, où apparaissent un chrisme entre l'alpha et l'oméga, symbole de l'éternité du Christ pour les nicéens, ont intrigué les historiens. Dans une première analyse en 1964, Pierre Bastien considère que Magnence tente de se concilier l'appui des catholiques orthodoxes gaulois face à l'arien Constance II. En 1983, Bastien révise son opinion, et voit dans la présence de ce symbole une tentative superstitieuse et opportuniste de Magnence afin d'obtenir un soutien divin. Claude Brenot propose une interprétation qui tient compte du contexte religieux : selon lui, Magnence est trop accaparé par la guerre pour décider de la propagande monétaire. Son principal atelier monétaire est à Trèves, cité qui accueillit le champion des nicéens Athanase d'Alexandrie lors de son exil temporaire de 336 à 337. En 353, l'évêque Paulin de Trèves, partisan d'Athanase et opposé aux ariens, aurait influencé la chancellerie de Trèves pour diffuser dans les ateliers monétaires de Trèves, Amiens et Lyon ce modèle au symbole nicéen, en réplique aux thèmes ariens des monnaies de Constance II.

### Fin de règne et mort
Magnence est à nouveau défait à la bataille de Mons Seleucus en 353 et se donne la mort à Lugdunum en 353. Après la chute de l'usurpateur, Constance II, arien et persécuteur des chrétiens nicéens , des Juifs et des païens, revient sur les décisions de Magnence dans un édit lapidaire daté du 23 novembre 353 : « Que soient abolis les sacrifices nocturnes célébrés sur ordre de Magnence, et qu'une telle licence impie soit désormais écartée ».